# 中央車站 (電影)
《中央车站》（葡萄牙語：Central do Brasil）是一部1998年摄制的巴西电影。劇情描述替文盲寫信的中年婦女為一個小男孩尋找他父親的過程。电影真挚感人，并获得了金球奖和英国电影和电视艺术学院最佳外语影片的奖项和获得奥斯卡最佳外语片的提名。
电影的导演是沃尔特·塞勒斯，主演是巴西著名女演员费尔兰德·蒙特纳哥和文尼休斯·迪欧利斐拉。

## 故事情節
朵拉过著並不富裕的生活，她工作在里約的巴西中央車站，為給別人代筆寫信來獲得生活的經濟來源。她不喜歡她的客戶們，並且經常根本不郵寄客戶委託她寫的信，卻反倒把那些信放在家中的抽屜裡或撕掉。9歲小男孩約書亞出生窮困的家庭，他從來沒有見過他的父親——耶穌，並且希望能夠見到他。他的媽媽通過朵拉給約書亞的父親代寫了封信，信中說到她希望能盡快跟他重聚，但是不幸的是她不小心發生了車禍，並在車禍中喪生，這使得約書亞成了孤兒。朵拉於是把約書亞帶走，並賣給了販賣人口的商人，但是在朋友愛琳的勸說下，朵拉還是把約書亞從販賣人口那裡偷了回來。
朵拉剛開始很不情願去管小孩子的事，但是後來還是決定和他啟程去巴西的東北去找約書亞的父親，之後再離開他。
朵拉試圖在公共汽車上離開他，但是小男孩還是一直跟著朵拉，並且把朵拉曾塞給過他的錢的背包落在車上。身無分文的兩個人搭上了一個好心的卡車司機的車，但是由於朵拉過於熱情，卡車司機還是離開了他們。兩個人後來還是搭了便車到了耶穌的家，但是耶穌不在，家裡的人告訴他們，這已不是耶穌的家了，他把這個家賣了買酒喝了。在小鎮中，朵拉再次開始給別人代筆寫信，這使得他們又有了一筆錢。這次朵拉寄出了所有的信。
一次偶然的機會，他們找到了約書亞的兩個哥哥，他們表示他們的父親失蹤多時了，但是朵拉讀了一封已寄出六個月的信中知道：他去里約熱內盧去找約書亞的母親和他的兒子。兄弟二人知道父親此時此刻很可能不在人世了。第二天一早，在約書亞還在睡覺的時候，朵拉搭上了回往里約熱內盧的公共汽車。約書亞起來得太晚沒有來得及阻止她的離開。但是兩個都留下了照片來作為彼此的懷念。

## 主要演员
- 费尔兰德·蒙特纳哥(Fernanda Montenegro) 饰演 朵拉
- 玛丽里亚·萨佩拉(Marília Pêra) 饰演 艾琳
- 文尼休斯·迪欧利斐拉(Vinícius de Oliveira) 饰演 约书亚
- Soia Lira 饰演 安娜
- Othon Bastos 饰演 凯撒
- 马修斯·纳克加勒(Matheus Nachtergaele) - 赛亚

## 制作细节
- 導演選角時，超過1500個男孩竞爭约书亚这个角色，最终获选的文尼休斯·迪欧利斐拉原本是一名擦鞋童。
- 电影完全是按照剧本的顺序拍摄的。
- 当费尔兰德·蒙特纳哥架起桌子为人代笔写信时，有真人（没有认出她的人）让她代笔，并且这些镜头被保留下來沒被刪減。
- 在朵拉电视中播出的电视节目Topa Tudo Por Dinheiro（现已停播），节目中文意思是「為了金錢奮不顧身」。[1]

## 评价
在约书亚寻父的过程中，朵拉和小男孩都经历了一个难忘的人性旅程。他们在偶然的情况下相识，并因为怨恨走到了一起，最后又是因为彼此的掛念感情和恋恋不舍。朵拉从原来的唯利是图变得充满爱心，而小男孩从原来的不相信到后来的与朵拉的难舍难分，体现出了爱、信仰、人性的主题。

## 所获荣誉
奥斯卡金像奖
- 最佳女主角 – 费尔兰德·蒙特纳哥（提名）
- 最佳外语片（提名）

英国电影和电视艺术学院
- 最佳非英语电影 – 阿瑟·科恩(Arthur Cohn), Martine de Clermont-Tonnerre and 沃尔特·塞勒斯(Walter Salles) （获奖）

柏林国际电影节
- 金熊奖 –  華特·薩勒斯（获奖）
- 银熊奖最佳女演员 – 费尔兰德·蒙特纳哥（获奖）
- 天主教人道精神奖 –  華特·薩勒斯（获奖）

凯撒电影奖
- 最佳外语电影奖 –  華特·薩勒斯（提名）

金球奖
- 剧情类电影最佳女演员 – 费尔兰德·蒙特纳哥（提名）
- 最佳外语片（获奖）

独立精神獎
- 最佳外语片 –  華特·薩勒斯（提名）

美国国家电影协会
- 最佳女演员 – 费尔兰德·蒙特纳哥（获奖）
- 最佳外语片（获奖）

金卫星奖
- 剧情片最佳女演员 – 费尔兰德·蒙特纳哥（提名）
- 最佳原创剧本 – 伊斯梅尔·卡戴尔(João Emanuel Carneiro) and 马克·伯恩斯坦（Marcos Bernstein）（提名）
- 最佳外语片 –  華特·薩勒斯（获奖）